# Reserva Marina El Pelado
Die Reserva Marina El Pelado liegt im Pazifischen Ozean an der ecuadorianischen Küste. Das Meeresschutzgebiet besitzt eine Fläche von 131,01 km², wovon 96 ha Landfläche sind. Das Reservat wurde am 24. August 2012 eingerichtet.

## Lage
Die Reserva Marina El Pelado liegt an der Pazifikküste im Norden der Provinz Santa Elena. Das Meeresschutzgebiet erstreckt sich entlang eines etwa 16 km langen Küstenabschnitts. Das namengebende Eiland El Pelado liegt etwa 5,3 km nordwestlich des Küstenorts Ayangue. Weitere nahe gelegene Orte sind Palmar, San Pedro und Valdivia.

## Ökologie
Die Islote El Pelado bildet den Brutplatz verschiedener Meeresvögel, darunter Prachtfregattvögel, Blaufußtölpel und Braunpelikane. Im Meeresschutzgebiet kommen zahlreiche Fische vor, aber auch Meeresschildkröten wie die Echte Karettschildkröte (Eretmochelys imbricata), Seesterne, Seeigel, Seeanemonen sowie Seelilien und Haarsterne.